# Helvio Aresca
Helvio Aresca (ca. 1940) es un deportista argentino, especializada en natación adaptada, tenis de mesa adaptado y atletismo adaptado, que se ha destacado por ser uno de los medallistas paralímpicos de ese país. Aresca ganó cuatro medallas (1 de oro, dos de plata y una de bronce) en los Juegos Paralímpicos de Tokio 1964 y Tel Aviv 1968, en natación (3) y tenis de mesa (1).

## Juegos Paralímpicos de Tokio 1964
En los Juegos Paralímpicos de Tokio 1964 Elvio Aresca compitió en natación y tenis de mesa, ganando dos medallas en natación (1 de plata y 1 de bronce) y una en tenis de mesa (plata en dobles con Honorio Romero).

### Natación
| Natación: Hombres 25 m libre boca abajo incompleto clase 2 | Natación: Hombres 25 m libre boca abajo incompleto clase 2 | Natación: Hombres 25 m libre boca abajo incompleto clase 2 | Natación: Hombres 25 m libre boca abajo incompleto clase 2 | Natación: Hombres 25 m libre boca abajo incompleto clase 2 |
|                                                            | Deportista                                                 | País                                                       | Tiempo                                                     |                                                            |
| ---------------------------------------------------------- | ---------------------------------------------------------- | ---------------------------------------------------------- | ---------------------------------------------------------- | ---------------------------------------------------------- |
| 1                                                          | Sedlacek                                                   | Alemania                                                   | 0:27.50                                                    |                                                            |
| 2                                                          | Elvio Aresca                                               | Argentina                                                  | 0:29.30                                                    |                                                            |
| 3                                                          | Renzo Rogo                                                 | Italia                                                     | 0:33.40                                                    |                                                            |
| Fuente: IPC.                                               |                                                            |                                                            |                                                            |                                                            |

| Natación: Hombres 25 m libre boca arriba incompleto clase 2 | Natación: Hombres 25 m libre boca arriba incompleto clase 2 | Natación: Hombres 25 m libre boca arriba incompleto clase 2 | Natación: Hombres 25 m libre boca arriba incompleto clase 2 | Natación: Hombres 25 m libre boca arriba incompleto clase 2 |
|                                                             | Deportista                                                  | País                                                        | Tiempo                                                      |                                                             |
| ----------------------------------------------------------- | ----------------------------------------------------------- | ----------------------------------------------------------- | ----------------------------------------------------------- | ----------------------------------------------------------- |
| 1                                                           | Renzo Rogo                                                  | Italia                                                      | 0:34.40                                                     |                                                             |
| 2                                                           | Sedlacek                                                    | Alemania                                                    | 0:35.00                                                     |                                                             |
| 3                                                           | Elvio Aresca                                                | Argentina                                                   | 0:35.60                                                     |                                                             |
| Fuente: IPC.                                                |                                                             |                                                             |                                                             |                                                             |

### Tenis de mesa
| Tenis de mesa: Dobles masculino B | Tenis de mesa: Dobles masculino B    | Tenis de mesa: Dobles masculino B | Tenis de mesa: Dobles masculino B | Tenis de mesa: Dobles masculino B |
|                                   | Deportista                           | País                              |                                   |                                   |
| --------------------------------- | ------------------------------------ | --------------------------------- | --------------------------------- | --------------------------------- |
| 1                                 | Giovanni Ferraris - Federico Zarilli | Italia                            |                                   |                                   |
| 2                                 | Elvio Aresca - Honorio Romero        | Argentina                         |                                   |                                   |
| 3                                 | P Lyall - M. Steward                 | Gran Bretaña                      |                                   |                                   |
| Fuente: IPC.                      |                                      |                                   |                                   |                                   |

## Juegos Paralímpicos de Tel Aviv 1968
En los Juegos Paralímpicos de Tel Aviv 1968 Elvio Aresca compitió en natación, tenis de mesa y atletismo, ganando una medalla de oro en natación.
| Natación Varones 25 m libre clase 2 completa Participantes: 9 | Natación Varones 25 m libre clase 2 completa Participantes: 9 | Natación Varones 25 m libre clase 2 completa Participantes: 9 | Natación Varones 25 m libre clase 2 completa Participantes: 9 | Natación Varones 25 m libre clase 2 completa Participantes: 9 | Natación Varones 25 m libre clase 2 completa Participantes: 9 |
|                                                               | Nadador                                                       | País                                                          | Tiempo                                                        |                                                               |                                                               |
| ------------------------------------------------------------- | ------------------------------------------------------------- | ------------------------------------------------------------- | ------------------------------------------------------------- | ------------------------------------------------------------- | ------------------------------------------------------------- |
| 1                                                             | Elvio Aresca                                                  | Argentina                                                     | 29.1                                                          |                                                               |                                                               |
| 2                                                             | D. Ellis                                                      | Gran Bretaña                                                  | 29.5                                                          |                                                               |                                                               |
| 3                                                             | Vincent                                                       | Estados Unidos                                                | 30.6                                                          |                                                               |                                                               |
| Fuente: IPC.                                                  |                                                               |                                                               |                                                               |                                                               |                                                               |